# Winzige Rennmaus
Die Winzige Rennmaus (Gerbillus pusillus) ist eine Art der Echten Rennmäuse, die nur ca. 13 Gramm schwer wird. Sie kommt hauptsächlich im Südsudan, im Südwesten Äthiopiens und in Kenia vor, aber auch in Steppengebieten Tansanias. Lokal ist dieses Tier unter dem Namen „Mbadya“ (Kigogo) oder „Mogulla“ (Kitaita und Kisagalla) bekannt.

## Merkmale
Die Winzige Rennmaus ist eine sehr kleine Art der Rennmäuse mit einer Kopf-Rumpf-Länge von 65 bis 77 Millimetern bei einem Gewicht von etwa 13 Gramm. Der Schwanz hat eine Länge von etwa 110 Millimetern. Das Rückenfell der Tiere ist lang und weich. Es ist leuchtend dunkel zimtfarben bis dunkel rostbraun mit schwarzen Einwaschungen. Die Einzelhaare sind an der Basis Mittelgrau, rostbraun im Mittelteil und häufig mit schwarzer Spitze. Die Körperseiten sind blasser und die Bauchseite ist weiß, wobei die Körperseiten gegenüber dem Bauch scharf abgegrenzt sind. Der Kopf und die Nase sind ebenfalls rostbraun, hinter den Augen befindet sich ein unscheinbarer weißer Fleck. Die Wangen, das Kinn, die Kehle und die Beine sind weiß. Die Sohlen der Füße sind unbehaart. Der im Verhältnis zum Körper lange Schwanz (die Schwanzlänge beträgt etwa 160 % der Kopf-Rumpf-Länge) ist oberseits rostbraun bis ingwerbraun, unterseits blasser. Im hinteren Drittel des Schwanzes bilden längere rostbraune Haare einen Pinsel.
Die Winzige Rennmaus ähnelt Harwoods Rennmaus (Gerbillus harwoodi), die mit einer durchschnittlichen Kopf-Rumpf-Länge von 75 Millimetern etwa größer ist und einen kürzeren Schwanz hat (95 % der Kopf-Rumpf-Länge). Auch die auf Kenia beschränkte Percivals Rennmaus (Gerbillus percivali) ist etwas größer, besitzt aber einen ebenso langen Schwanz (145 % der Kopf-Rumpf-Länge).

## Verbreitung
Das Verbreitungsgebiet der Winzigen Rennmaus ist auf Afrika südlich der Sahara begrenzt. Sie ist aus isolierten Regionen in Tansania, Kenia, Äthiopien, Somalia und dem Südsudan bekannt.

## Lebensweise
Über die Lebensweise der Winzigen Rennmaus liegen nur sehr wenige Angaben vor. Sie lebt in offenem Grasland und Steppengebieten sowie in felsigen Gebieten mit geringer Vegetation.

## Systematik
Die Winzige Rennmaus wird als eigenständige Art innerhalb der Gattung der Echten Rennmäuse (Gerbillus) eingeordnet, die aus etwa 35 Arten besteht. Erstmals wissenschaftlich beschrieben wurde die Art im Jahr 1878 von Wilhelm Peters, der sie anhand von Individuen aus Ndi und Kitui in Kenia beschrieb. Sie wird vereinzelt auch als Gerbillus diminutus und Gerbillus percivali bezeichnet.

## Bedrohung und Schutz
Die Winzige Rennmaus wird von der International Union for Conservation of Nature and Natural Resources (IUCN) als nicht gefährdet (Least Concern) eingeordnet. Begründet wird dies mit dem großen Verbreitungsgebiet und den angenommenen großen Beständen der Art, die nicht rückläufig sind. Konkrete Daten zu den Beständen und Populationsgrößen liegen jedoch nicht vor, allerdings sind auch keine potenziell bestandsgefährdenden Risiken bekannt.

## Belege
1. 1 2 3  D.C.D. Happold: Gerbillus pusillus - Least Gerbil.  In: Jonathan Kingdon, David Happold, Michael Hoffmann, Thomas Butynski, Meredith Happold und Jan Kalina (Hrsg.): Mammals of Africa Volume III. Rodents, Hares and Rabbits. Bloomsbury, London 2013, S. 325; ISBN 978-1-4081-2253-2.
2. 1 2 3  Gerbillus pusillus in der Roten Liste gefährdeter Arten der IUCN 2015.2. Eingestellt von: D. Schlitter, L. Granjon, 2004. Abgerufen am 16. August 2015.
3. ↑   Gerbillus pusillus (Memento vom 5. März 2016 im Internet Archive). In: Don E. Wilson, DeeAnn M. Reeder (Hrsg.): Mammal Species of the World. A taxonomic and geographic Reference. 2 Bände. 3. Auflage. Johns Hopkins University Press, Baltimore MD 2005, ISBN 0-8018-8221-4.